# 別列濟納 (沃洛奇斯克區)
49°37′34″N 26°34′40″E / 49.62611°N 26.57778°E
貝雷濟納（烏克蘭語：Березина）是位於烏克蘭西部的村莊，由赫梅利尼茨基州裡赫梅利尼茨基區的納爾凱維奇市鎮負責管轄。該村面積0.31平方公里，海拔高度324米，2001年該村落人口14。